# Лапицька Наталія Юріївна
Наталія Юріївна (Лапицька) Циганкова (*12 серпня 1962, Бердянськ, УРСР) — радянська гандболістка, уродженка України, бронзовий призер Олімпійських ігор 1988 року.

## Біографія
Народилась 12 серпня 1962 року в місті Бердянськ, Запорізької області, Україна. Займатися гандболом починала в Краснодарі. У 15 років разом зі своїм першим тренером Олександром Пановим поїхала в Невинномиськ, де до 1986 року виступала за місцевий «Азот». У складі цього клубу в сезоні-1982/83 завоювала бронзові медалі чемпіонату СРСР. З 1986-го по 1990-й грала за «Ростсільмаш». У його складі вигравала золоті, срібні та бронзові медалі чемпіонату СРСР, а в сезоні-1989/90 стала володаркою Кубка Кубків.
З 1990 до 1999 виступала за клуб «Будучность» (Подгориця), у складі якої стала чемпіонкою шестиразовій Югославії і тричі виходила в півфінал Кубка чемпіонів. Переможець молодіжного чемпіонату світу (1981). Дворазова чемпіонка світу (1982, 1986). Переможець Ігор доброї волі (1986).
Володар бронзових медалей сеульської Олімпіади 1988 року.
У 1999 році — тренер по роботі з молоддю в структурі клубу «Будучності». У 2000-му — головний тренер збірної Сербії і Чорногорії на чемпіонаті Європи. Під її керівництвом команда посіла сьоме місце. У 2003-му — головний тренер молодіжної збірної Сербії і Чорногорії. З 2005-го по 2008-й працювала в структурі краснодарської КСДЮШОР. У сезоні 2008/2009 очолювала «Кубань». Під її керівництвом збірна Кубані 1994 року народження завоювала золоті та бронзові медалі першості Росії. З 2009 року є другим тренером краснодарської «Кубані».